# کالج هنر کمبرول

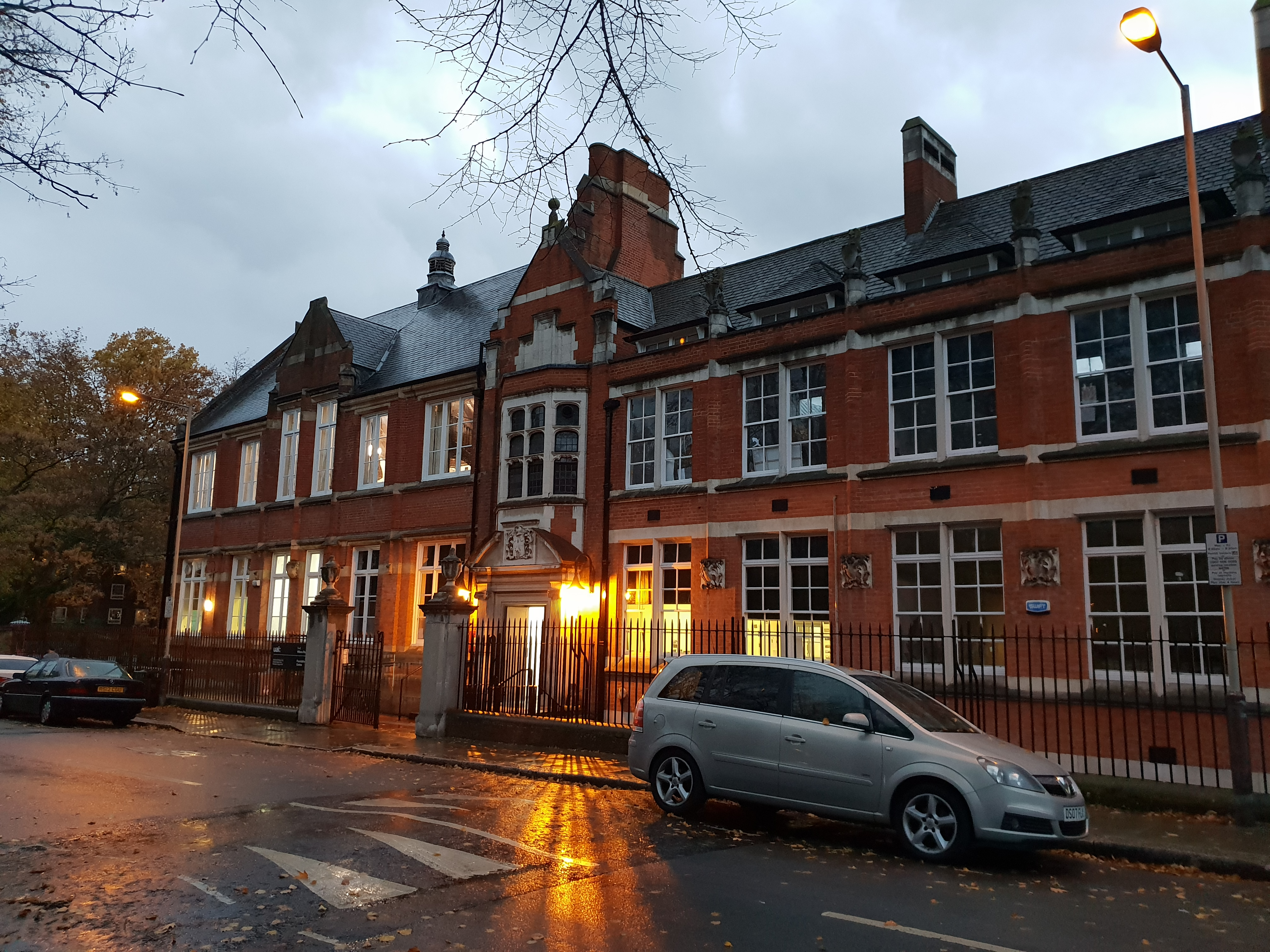
نمایی از دانشگاه در لندن جنوبی

کالج هنر کمبرول (به انگلیسی: Camberwell College of Arts) بخشی از دانشگاه هنر لندن است که در ناحیه کمبرول لندن جنوبی واقع شده‌است. این کالج در دو مکان قرار دارد، یکی در خیابان ویلسون و دیگری در خیابان پکام است. این کالج با کالج‌های هنر ویمبلدون و چلسی، یک مدل کالج سه‌گانه را شکل می‌دهند، به شکلی که هر کالج با حفظ یگانگی خودش، اجازهٔ تدریس و یادگیری را به دانشجویان آن دو کالج دیگر می‌دهد. از لحاظ بین‌المللی این کالج با مدارس و کالج هنر سایر کشورهای اروپایی نیز در ارتباط است.